# Sergio Leal
Sergio Leal, vollständiger Name Sergio William Leal González, (* 25. September 1982 in Rivera oder Montevideo) ist ein ehemaliger uruguayischer Fußballspieler.

## Karriere

### Verein
Der nach Angaben seines Vereins 1,81 Meter große Offensivakteur Leal stand zu Beginn seiner Karriere mindestens von der Clausura 2001 bis einschließlich der Clausura 2002 beim uruguayischen Erstligisten Peñarol – aus dessen Jugendmannschaft er hervorging – unter Vertrag. Sein Debüt in der Primera División feierte er im Jahr 2001 bei den Aurinegros. Anschließend spielte er ab März 2003 in der Segunda División im Rahmen einer Ausleihe bis zum Jahresende für Plaza Colonia und erzielte dort in jener Spielzeit bei 30 Einsätzen 13 Tore. Nach seiner Rückkehr zu Peñarol gehörte er von 2004 bis 2005 dem Kader der Aurinegros an. Während seiner Stationen bei den Montevideanern werden für ihn 36 Spiele und zehn Tore in der Statistik geführt. Im Juni 2005 wechselte er für ein Jahr auf Leihbasis nach Lima zu Sporting Cristal. Bei den Peruanern absolvierte er bis 2006 39 Spiele und erzielte dabei elf Treffer. 2005 gewann sein Verein die peruanische Meisterschaft (Campeonato Descentralizado). Leal selbst wurde je nach Quellenlage als Perus bester Fußballer des Jahres oder als bester ausländischer Spieler in jener Spielzeit ausgezeichnet. Im April 2006 kündigte er an, den Verein zu verlassen und schloss sich Anfang Oktober 2006 Universidad San Martín de Porres an und stand dort in der Primera División Perus achtmal auf dem Platz (kein Tor). Im November 2006 stand ein Wechsel zu Alianza Lima im Raum. Leal zeigte sich demgegenüber unter anderem aufgrund der Tatsachen aufgeschlossen, dass der Verein vom Uruguayer Gerardo Pelusso trainiert werde und er dort in der Copa Libertadores spielen würde. Ab der Clausura 2007 spielte er jedoch für Gimnasia y Esgrima La Plata. Dabei war er ab Anfang Januar 2007 zunächst für sechs Monate an die seinerzeit von Pedro Troglio trainierten Argentinier ausgeliehen. Ende Mai 2007 war auch unter dem neuen Trainer Francisco Maturana angedacht, die Leihe um ein weiteres halbes Jahr zu verlängern. Anfang Juni 2007 erklärte der Spieler seine Bereitschaft, auch ein weiteres Jahr auf Leihbasis für den argentinischen Klub zu spielen. Bis einschließlich der Clausura 2008 lief er schließlich je nach Quellenlage in 34 oder 36 Ligaspielen für die Argentinier auf. Dabei schoss er zwei Tore. Im August 2008 kehrte er nach Uruguay zurück und band sich an Danubio. Seine dortige Einsatzbilanz weist 24 Spiele und neun Tore in der Primera División für die Spielzeit 2008/09 aus. In der Saison 2009/10 lief er dann für Ergotelis auf. In Griechenland verblieb er bis Juli 2012 und bestritt in diesem Zeitraum 70 Spiele, bei denen er 17-mal die gegnerischen Torhüter überwand. Seine nächste Karrierestation wählte er in Kolumbien bei Deportivo Cali, das im Zeitpunkt seines Wechsels von Leals Landsmann Julio Comesaña trainiert wurde. Dorthin wurde er Ende Juli 2012 für ein Jahr mit Kaufoption ausgeliehen. Die Transferrechte lagen seinerzeit bei Ergotelis. Elf Ligaspiele  1 und nur ein Treffer in insgesamt bestrittenen 451 Spielminuten stehen dort für ihn zu Buche, dabei stand er lediglich fünfmal in der Startformation. Nachdem die kolumbianische Presse Anfang Februar 2013 berichtete, das Leal in den Planungen von Calis Trainer Leonel Álvarez keine Rolle mehr spiele, steht er seit der Clausura 2013 abermals bei Danubio unter Vertrag und bestritt bis zum Saisonende 2012/13 zehn weitere Partien (sechs Tore) in der höchsten uruguayischen Spielklasse. In der Spielzeit 2013/14 wurde er in sieben weiteren Begegnungen (ein Tor) eingesetzt. 2014 wechselte er zum chinesischen Klub Wuhan Zall, für den er spätestens seit April 2014 spielt. Anschließend bestätigte er Ende Januar 2015 die Unterschrift unter einen Viermonatsvertrag beim griechischen Verein AO Kerkyra, für den er bis Mitte Juli 2015 aktiv war und neun Partien (kein Tor) in der Super League bestritt. Zur Apertura 2015 kehrte er nach Uruguay zurück und schloss sich dem Erstligaaufsteiger Plaza Colonia an. In der Saison 2015/16 wurde er 18-mal (drei Tore) in der Primera División eingesetzt.

### Nationalmannschaft
Leal gehörte der U-17-Auswahl Uruguays bei der U-17-Fußball-Südamerikameisterschaft 1999 und der U-17-Fußball-Weltmeisterschaft 1999 an. Bei der U-17-WM wurde er in den drei Partien gegen Polen, Neuseeland und Ghana eingesetzt. Im Turnier erzielte er zwei Treffer. 2004 nahm er mit der U-23 des Landes – der Olympiaauswahl – an den Vorolympischen Spielen (Juegos Pre-Olímpicos) in Chile teil. Dort absolvierte er unter Trainer Juan Ramón Carrasco zwei Länderspiele, als er in der mit 0:3 verlorenen Partie gegen Chiles Auswahl am 7. Januar 2004 und beim 1:1-Unentschieden am 11. Januar 2004 gegen Brasilien eingesetzt wurde. Ein Tor erzielte er nicht.

### Erfolge
- Peruanischer Meister: 2005